# Mo Foster
Michael "Mo" Ralph Foster (født 22. december 1944 i Surrey, England, død 3. juli 2023) var en engelsk elbassist, sessionmusiker, producer og forfatter.
Foster spillede som sessionmusiker på elbas på over 350 indspilninger og turnerede og indspillede med bl.a. Cliff Richard, The Shadows, Jeff Beck, Gil Evans, Phil Collins, Ringo Starr, Gerry Rafferty, Brian May, Scott Walker, Anni-Frid Lyngstad, George Martin, Van Morrison, Sting, Eric Clapton, Dusty Springfield, Dr John, Hank Marvin og London Symfoniorkester og på mange soundtracks til film etc. Han udgav fem lp´er i eget navn, og producerede  mange artisters album. 
Han skrev en bog om den britiske rockguitars historie, og skrev mange artikler om rockmusik til blade og aviser.

## Diskografi
- Bel Assis (1988) med bla. Gary Moore og Simon Phillips
- Southern Reunion (1991) med bla. Gary Moore og Gary Husband
- Time To Think (2002)
- Live at Blues West 14 (2006)
- Belsize Lane: A Collection of Sketches (2007)